# グジェゴシ・ラトー
グジェゴシ・ラトー（Grzegorz Lato、本名:グジェゴシ・ボレスワフ・ラトー、Grzegorz Bolesław Lato、1950年4月8日 - ）は、ポーランド出身の元同国代表サッカー選手、サッカー指導者、政治家。現役時代のポジションはFW。

## 人物
100mを11秒台で走る俊足とドリブルが武器のポーランドを代表する右サイドのウイングプレイヤー。1974年の西ドイツW杯では7得点を挙げ得点王に輝き、ゲームメーカーのカジミエシュ・デイナ、左ウイングのロベルト・ガドハと共に3位入賞に貢献し、ポーランドサッカーの一時代を築いた。
ポーランド代表通算104試合出場はロベルト・レヴァンドフスキに次ぐ歴代2位、通算45得点はレヴァンドフスキ、ヴォジミエシュ・ルバンスキに次ぐ3位の記録である。
引退後は指導者としてサッカーに携わり続けている。また政治家として民主左翼連合 （Sojusz Lewicy Demokratycznej、通称 SLD） に所属し、2001年から2005年までポーランド上院議員を務めた。

## 代表歴
- 代表デビュー：1971年11月17日 vs 西ドイツ（0-0）
- 代表通算：95試合出場 42得点
- オリンピック
  - 1972年ミュンヘンオリンピック： 金メダル
  - 1976年モントリオールオリンピック： 銀メダル
- ワールドカップ
  - 1974年西ドイツ大会： 7試合 7得点（3位）
  - 1978年アルゼンチン大会： 6試合 2得点（2次リーグ）
  - 1982年スペイン大会： 7試合 1得点（3位）

- W杯通算： 20試合 10得点